# Grand Prix 1914

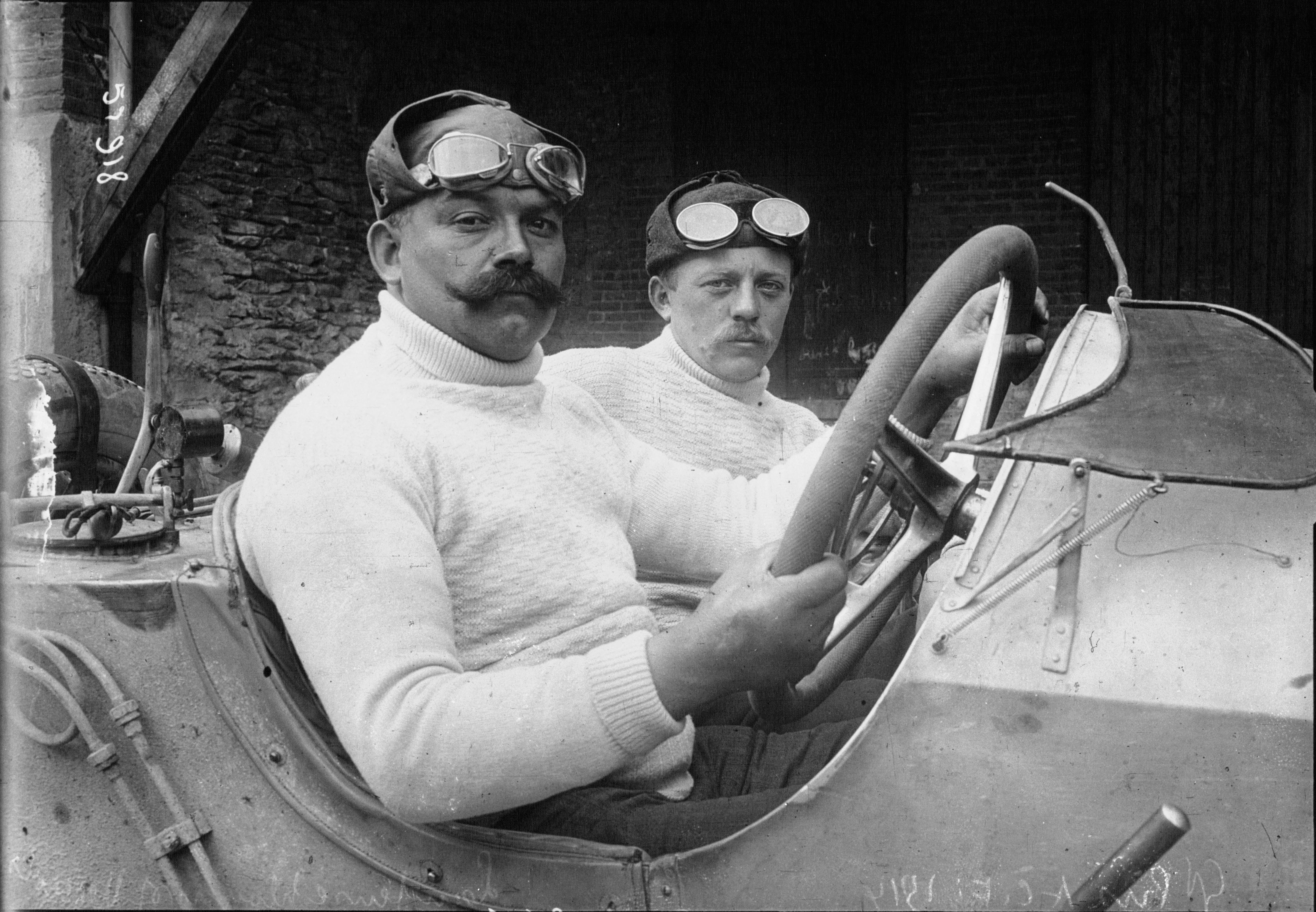
Christian Lautenschlager vann i Frankrike.

Grand Prix-säsongen 1914 blev den sista före första världskriget.

## Grand Prix
| Grand Prix /Race      | Datum  | Bana | Vinnande förare          | Vinnande tillverkare |
| --------------------- | ------ | ---- | ------------------------ | -------------------- |
| Frankrikes Grand Prix | 4 juli | Lyon | Christian Lautenschlager | Mercedes             |